# Росомаха (персонаж)
Росомаха (англ. Wolverine), справжнє ім'я Джеймс Гоулетт (англ. James Howlett), також відомий як Лоґан (англ. Logan) — вигаданий супергерой з коміксів американського видавництва Marvel Comics, що вперше з'явився в 181 номері коміксів про Галка у жовтні 1974 року. Супергерой створений Леном Вейном, Джоном Ромітою-старшим та Хербом Трімплом.
Персонаж був учасником команд Люди Ікс, Нові Месники, Сила Ікс, Щ.И.Т., Вершники Апокаліпсису, Команда Альфа, Зброя Ікс, Зброя Плюс, Департамент Ейч, ГІДРА, РУКА та Нова Фантастична Четвірка (Галк, Людина-павук, Примарний вершник, Росомаха).
Також діяв під псевдонімами: Ол' Канаклгед, Канада, Вайлдбой (Дикий хлопець), Шорті, Зброя Ікс, Зброя Десять, Смерть, Мутація № 9601, Джим Лоґан, Еміліо Гарра, Зброя Чі, Дослід Ікс, Агент Десять, Пітер Річардс, Май'кет, Волві, Патч.
У 1988 році почали випускати його власний комікс. Крім цього Росомаха з'являється у фільмах Люди Ікс, Люди Ікс: Об'єднані, Люди Ікс: Остання битва, і стає головним героєм у фільмах Походження Людей Ікс: Росомаха, Росомаха та Лоґан: Росомаха.

## Здібності
Мутант Росомаха має надзвичайні здібності, що дають йому змогу швидко зцілюватись після отримання тілесних ушкоджень різної тяжкості, навіть якщо вони смертельні. Наприклад, при втраті значної частини м'яких тканин, вогнепальних пораненнях, прямих ударах по життєвоважливих внутрішніх органах. Також ця здібність дозволяє уникати йому отруєнь та більшості хвороб, через це він майже не старіє.
До того ж у нього підвищені чуття (слух, зір, нюх), витримка, спритність. Росомаха має по три кігті на кожній руці, які ховаються у передпліччі. Його скелет був штучно покритий вигаданим надміцним сплавом адамантієм, який неможливо пошкодити після його набуття твердої форми. Згодом він отримує і захисний механізм від зовнішніх психічних втручань. Росомаха володіє бойовими мистецтвами.
Його характер дуже різкий, впертий, сміливий. У нього є велика сила волі.

## Життєпис
Народився у 80-х роках XIX сторіччя у Канаді, у сім'ї багатих плантаторів. Виріс у Північній Альберті, де отримав ім'я Лоґан. Він жив серед дикої природи, а потім з індіанцями племені Чорної Ноги. Після смерті вождя Джеймс вступив до канадських військ та вирушив до вигаданого острова у Східній Азії Мадріпуру. Потім осів в Японії, де мав дружину і сина Дейкена, зі схожими здібностями.
Під час Другої світової війни Лоґан разом з Капітаном Америкою боровся проти Г. І. Д. Р. И. 
Згодом вступив до Першого Канадського Парашутного Батальйону та був завербований ЦРУ до Команди Ікс. Тут він отримав фальшиві спогади. Коли Команда Ікс розвалилася, він потрапив до Міністерства Оборони Канади. Але його використала для експериментів організація Зброя Ікс. Звідти його визволив Зимовий Солдат. Росомаха знову жив серед дикої природи, але вже з новим скелетом, що отримав унаслідок експерименту Вільяма Страйкера і без спогадів.
Його знайшли Хадсони з Команди Альфа і повернули до людей. Тепер він потрапив і під нагляд Департаменту Ейч, що підпорядковувався Канадській розвідці. Його першим завданням стало перешкодити сутичці між Халком та Вендіго. Після цього Росомаха перейшов до Людей Ікс і став співпрацювати лише з ними, відновлюючи свої спогади. Його адамантієвий скелет ставав об'єктом зацікавлення багатьох ворогів команди, і Росомаху викрадали Магнето, Генезіс та Апокаліпсис. Але зрештою він повернувся до Ікс Людей.

## Скелет
Експеримент Страйкера полягав у тому, щоб скелет Росомахи був покритий адамантієм. У Marvel Comics адамантій — це найміцніший метал на всій планеті. Страйкер оживив свій експеримент і вживив Гоулетту адамантій.
Також в Ultimate X-Men головний ворог Росомахи — Віктор Крід, або Шаблезубий теж став одним з піддослідних бідолах і при одній з бійок сказав, що він — син Лоґана, але чи правду він казав, досі невідомо. Однак у інших серіях у Шаблезубого не було суперздібностей Лоґана. Також адамантієвий скелет був вживлений молодій дівчині Лорі Кінні/X-23, яка пізніше виявилась клоном Лоґана і ввійшла до складу Загону Ікс, який очолив Росомаха.